# Dr Howser
Dr Howser (originaltitel Doogie Howser M.D.), är en amerikansk TV-serie som sändes i USA från 1989 till 1993. Den sändes även i Sverige i programmet Kosmopol (kallades där Dr. Howser, 16) som sändes i SVT från 1990-1992.

## Handling
Den handlar om den ovanligt smarta tonåringen Douglas Howser, eller Doogie som alla kallar honom, som spelas av Neil Patrick Harris. Hela serien går i grunden ut på att han är 16 år och jobbar som doktor. Samtidigt som han försöker hantera alla normala tonårsproblem så måste han även prestera i jobbet, vilket inte alltid är helt lätt. Han har nästan alltid sällskap av sin bästa vän, Vinnie (Max Casella). Hans far spelas av James B. Sikking. 
Serien var mycket populär i USA och många förknippar fortfarande Neil Patrick Harris med denna roll. Han blev nominerad till en Golden Globe Award för sin insats.